# Szabados Péter
Szabados Péter (Kaposvár, 1946. július 23. – 2022. december 9. vagy előtte) magyar népművelő, politikus, Kaposvár polgármestere (1990–1994).

## Életútja
A kaposvári Táncsics Mihály Gimnáziumban érettségizett.  A Berzsenyi Dániel Tanárképző Főiskolán népművelés-könyvtár, majd történelem szakon szerzett diplomát. A kaposszentjakabi művelődési ház, majd a Somogy Megyei Művelődési Központ igazgatójaként is dolgozott. 1988-ban a Magyar Demokrata Fórum kaposvári szervezetének alapító tagja volt, majd városi illetve Somogyi megyei elnöke lett. 1990 és 1994 között Kaposvár polgármestereként tevékenykedett. 1996-tól a Magyar Demokrata Néppárt tagja volt 1999-től a párt országos választmányának az elnöke volt.

## Díjai, elismerései
- Kaposvár Városért (1995)